# Synaphe oculatalis
Synaphe oculatalis is een vlinder uit de familie snuitmotten (Pyralidae). De wetenschappelijke naam is voor het eerst geldig gepubliceerd in 1885 door Ragonot.
De soort komt voor in Europa.